# Herb powiatu chełmskiego
Herb powiatu chełmskiego – jeden z symboli powiatu chełmskiego, ustanowiony 24 kwietnia 2009.

## Wygląd i symbolika
Herb przedstawia na tarczy w zielonym polu srebrnego niedźwiedzia pomiędzy trzema złotymi dębami. Jest to historyczny herb ziemi chełmskiej.